# Hamburg-Neuengamme
Neuengamme is een stadsdeel in het district Bergedorf van de stad Hamburg in Duitsland. Het maakt deel uit van het gebied van de Vierlande in de Elbmarschen. Het is in hoofdzaak een straatdorp aan de zuidkant van de Dove Elbe, een noordelijke zijarm van de Elbe. De hoofdweg ligt op de kop van een dijk, die zijn functie als bescherming tegen vloed verloren had door verdere indijkingen.
Tijdens het nazi-regime werd in dit dorp in 1938 het concentratiekamp Neuengamme opgericht.

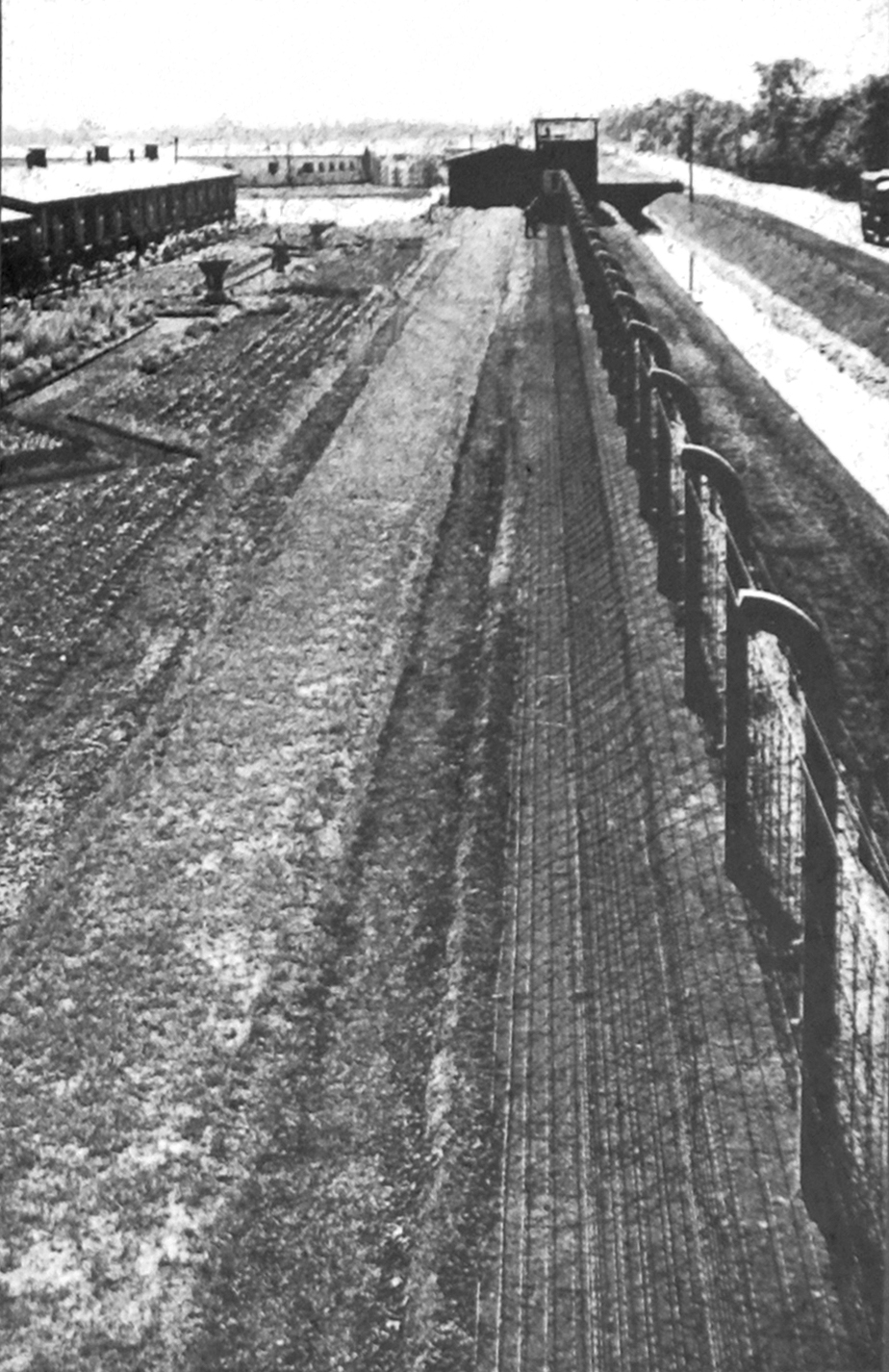
Het concentratiekamp Neuengamme

## Geschiedenis
Vanaf de 12e eeuw werden er in dit gebied eilanden in de Elbe ingedijkt. Men besloot onmiddellijk het gebied in vier kerkgemeenten op te delen: Curslack, Altengamme, Neuengamme en Kirchwerder. Deze plannen werden relatief snel uitgevoerd: Neungamme wordt al in een oorkonde van 1212 vermeld, in 1261 is er al effectief een dorp dat in 1316 zo groot is dat de kerk (St-Johannis) een eigen pastoor krijgt.
De ingedijkte gebieden konden maar moeilijk droog gehouden worden, zeker niet in herfst en winter, waardoor de andere dorpen niet steeds bereikbaar waren. Bij een toenemende bevolking werd dat een probleem. Ook een meer gemeenschappelijk dijkenbeheer werd noodzakelijk. Zo werden ook dijken gebouwd die niet als waterkering maar als verbindingswegen bedoeld waren.
Inmiddels werd het gebied Vierlande genoemd, een rijk vruchtbaar gebied, dat de strijd met het water nog steeds niet helemaal gewonnen had. De pompen konden niet al het water terug in de Elbe krijgen. Pas toen vanaf de 17e eeuw er ook windmolens als gemaal werden ingezet, kon er permanent geteeld en geoogst worden, waarbij de groeiende metropool Hamburg de grote afnemer was.
In 1620 staken de Lüneburgers de Elbe over en lijfden de Vierlande bij hun gebied in. Pas vanaf 1867 kwamen de Vierlande onder Hamburgs bestuur.
Door de bouw van de eerste brug, de Blaue Brücke werden Neuengamme en Curslack een tweelinggemeente met de smalle Dove Elbe als grens. Nu zijn ze ter plaatse nog moeilijk van elkaar te onderscheiden.

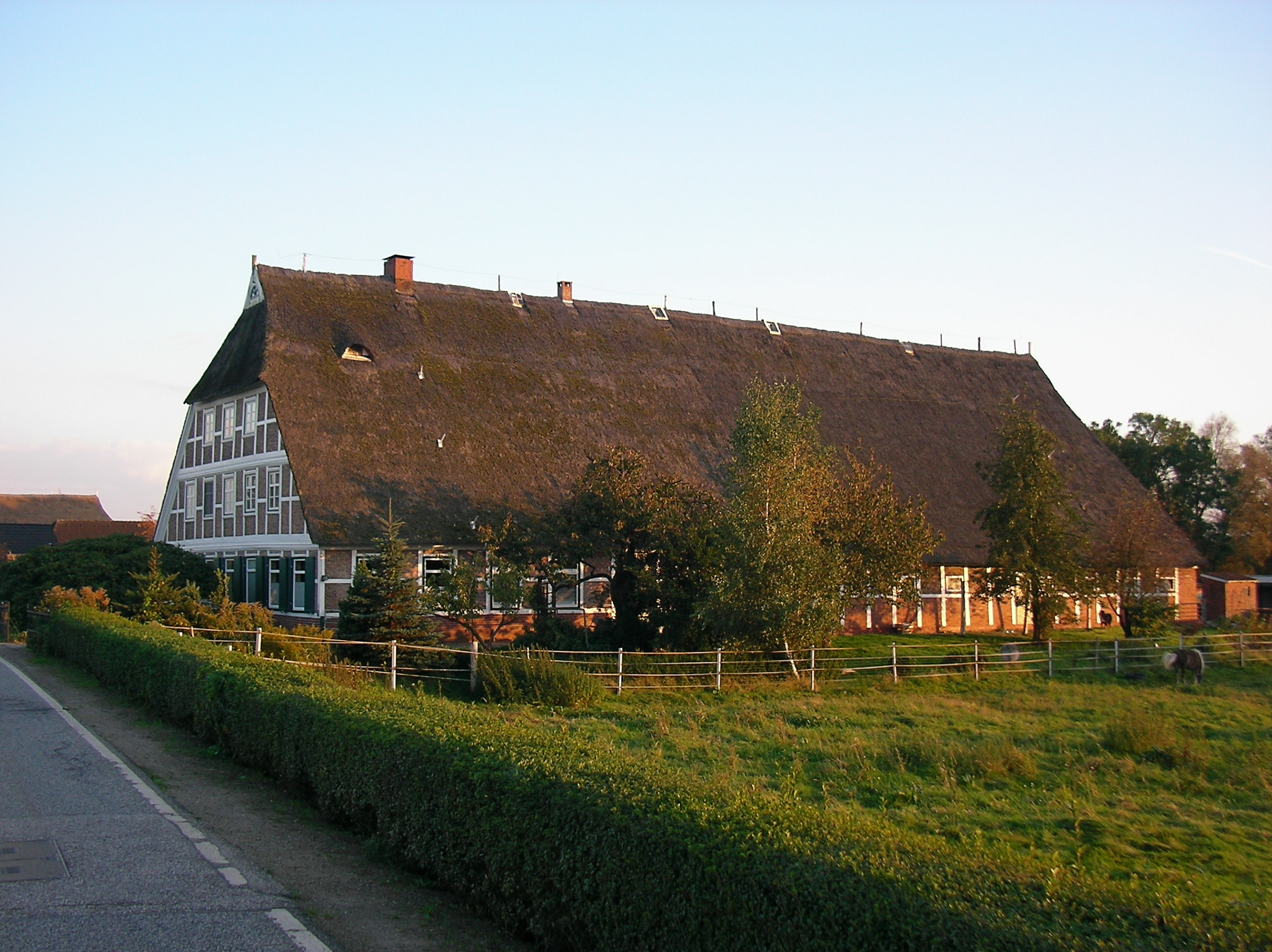
vakwerkhoeve

Toen in  de streek van Hamburg ook de mode om dure bloemen in huis te halen haar intrede deed, hadden de Vierlanders snel door dat met bloemen meer te verdienen viel dan met bloemkolen. Vanaf 1675 werd dan ook in belangrijke mate overgeschakeld van groenten- naar bloementeelt, die tot op de dag van vandaag doorgaat. Pas toen vanaf 1880 tomaten werden gekweekt kreeg de groententeelt weer enig belang.
Toen begin 20e eeuw aardgas werd ontdekt, begon een beperkte industrialisering. Sinds 1910 wordt er aardgas opgepompt.

### Concentratiekamp
Zie hiervoor het afzonderlijke artikel: KZ-Neuengamme

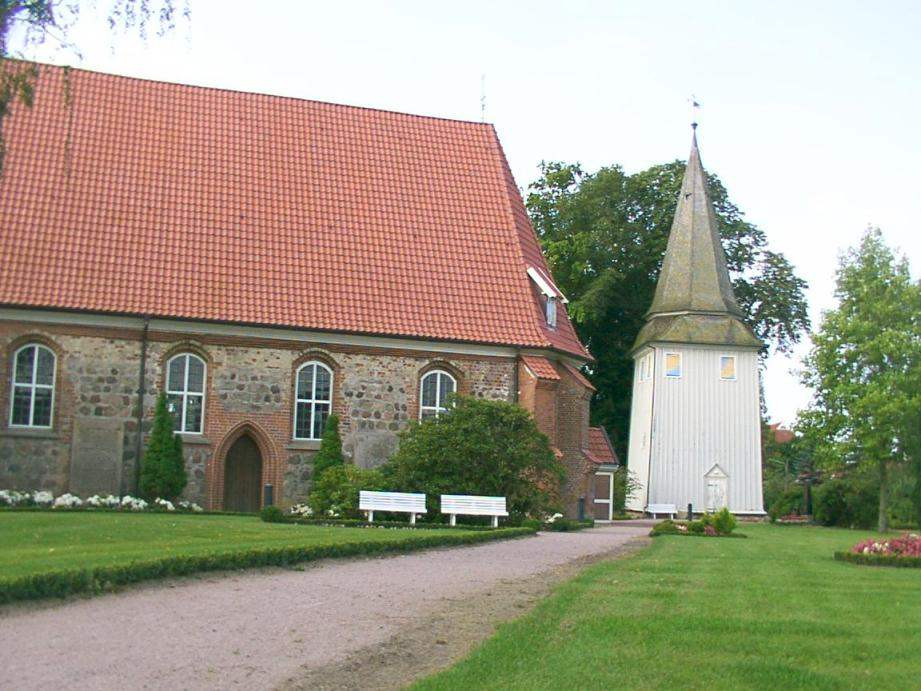
St.Johanniskerk

## Bezienswaardigheden
- Oude vakwerkhoeven
- Sint-Johanniskerk